# 昆台高速鐵路
昆台高速铁路是中华人民共和国铁道部规划中的铁路，从云南省昆明市经福建省厦门市到臺灣省高雄市，其中昆明至厦门段又叫昆厦高速铁路。2008年3月，铁道部和福建省政府在北京签署了《关於加快海峡西岸经济区铁路发展的会议纪要》，其中包括京台、昆台两条主要高速铁路建设计划。昆厦高速铁路从昆明起，经沪昆客运专线昆明至贵阳段、贵广客运专线贵阳至桂林段、桂郴赣铁路、赣龙铁路、龙厦铁路到达厦门，并预留台湾海峡隧道出口。该高速铁路为电气化双线铁路，设计时速200－350公里。由於海峡兩岸的政治现况，使得建设计划在台湾海峡隧道及台湾的路线仍为规划阶段，尚無法實現。